# David Carradine
David Carradine (8. prosinca 1936. – 3. lipnja 2009.), američki filmski glumac, producent i režiser. 
Rodio se u Hollywoodu, Kalifornija, pod imenom John Arthur Carradine, kao najstariji sin glumca Johna Carradina.
David Carradine obrazuje se u San Franciscu gdje na San Francisco State College studira glazbenu teoriju i kompoziciju. Svoje prve uloge započinje snimanjem raznih serija 1963. godine, a 1964. odigrao je prvu filmsku ulogu, Cal Dodge, u filmu Taggard. Slavu stjeće u televizijskoj seriji "Kung Fu" iz 1975. godine u režiji Alexa Beatona i Barryja Cranea, gdje tumači glavnu ulogu (Kwai Chang Caine).
David Carradine odigrao je preko 220 uloga u raznim filmovima i serijama, režirao je tri filma i nekoliko epizoda u serijama "Kung Fu" (1974.) i "Lizzie McGuire" (2001).
Svoj posljednji film Portland snima 2009. godine. 
Carradine je bio u Bankoku na snimanju svoga posljednjeg filma "Strech", kada je umro od posljedica samougušenja najvjerojatnije tijekom postupka erotske asfiksije. Pronađen je u hotelskoj sobu na Tajlandu, obješen za vrata garderobe jednom vezicom, a druga je vezica bila svezana oko njegovog penisa.
Iza njega ostale su dvije kćeri koje su krenule njegovim glumačkim stopama, to su Calista Carradine i Kansas Carradine.

## Vanjske poveznice
- David Carradine u internetskoj bazi filmova IMDb-u (engl.)